# Édouard Froidure
Pour les articles homonymes, voir Froidure.
L'abbé Édouard Froidure, né le 12 avril 1899 à Ypres (Belgique) et mort le 10 septembre 1971 à Watermael-Boitsfort (Bruxelles), est un prêtre catholique belge, rescapé des camps de concentration d'Esterwegen et Dachau, fondateur d'œuvres sociales dont Les Stations de plein air et Les Petits Riens. En créant cette dernière, en 1937, il devance de douze années la fondation d'Emmaüs par l'abbé Pierre en France.

## Biographie
Édouard Froidure est le fils d'Édouard Froidure père et Josèphe Terol. Il se destine initialement à une carrière en droit, mais la Première Guerre mondiale bouleverse ses projets. En 1918, Froidure interrompt ses études pour s'engager dans l'armée belge, ayant atteint l'âge légal pour être volontaire. Il passe dans la zone libre tenue par l'armée belge pendant quatre ans et participe aux combats de libération de Poelcappelle.
Il se sent appelé par la prêtrise et est ordonné prêtre à Malines le 27 décembre 1925. Cette année-là, le Collège Cardinal Mercier est inauguré à Braine-l'Alleud, et Froidure y est prêtre professeur. En 1931, il est nommé vicaire à la paroisse Saint-Alène à Forest (Bruxelles). C'est là qu'il organise les premières plaines de jeux, les colonies du jour Les Petits Sapins.
En 1935, il crée l'ASBL Les Stations de plein air et, l'année suivante, il est déchargé de son vicariat pour se consacrer à plein temps aux projets sociaux.
En 1936, il démarre à Molenbeek-Saint-Jean une activité de tri et de distribution d'objets de seconde main pour fournir du travail et un toit aux plus démunis. En 1937, il crée à Ixelles l'association Les Petits Riens. Il devient ainsi un pionnier de l'économie sociale et solidaire.
En 1939, il fonde à Bruxelles un centre de formation d'éducateurs.
Au début de la Seconde Guerre mondiale, il est appelé comme aumônier de la Force aérienne, puis entre dans la Résistance. À partir de juillet 1941, il cache des enfants juifs dans ses centres de loisirs. Le 9 octobre 1942, il est arrêté par la Gestapo. Froidure est interné au camp d'Esterwegen, dans le nord-ouest de l'Allemagne. De là, il est transféré en avril 1944 vers une prison à Bayreuth et, en décembre 1944, vers le camp de concentration de Dachau. En mai 1945, il rentre à Bruxelles, après la libération du camp par les troupes américaines.
Le 19 décembre 1952, il fait visiter des taudis au roi Baudouin, accompagné du ministre Alfred De Taeye. L'écho que cette visite suscite dans la presse aboutit à la promulgation d'une loi pour la liquidation des taudis. Ces activités se déploient ensuite dans d'autres villes de Belgique au service des personnes sans abri et des familles en difficultés.
Dans la soirée du 10 septembre 1971, l'abbé Froidure est fauché par une voiture alors qu'il traversait l'Avenue Delleur, à Watermael-Boitsfort. Le chauffard n'est jamais retrouvé, ce qui laisse place à de nombreuses suppositions quant aux circonstances de l'accident.

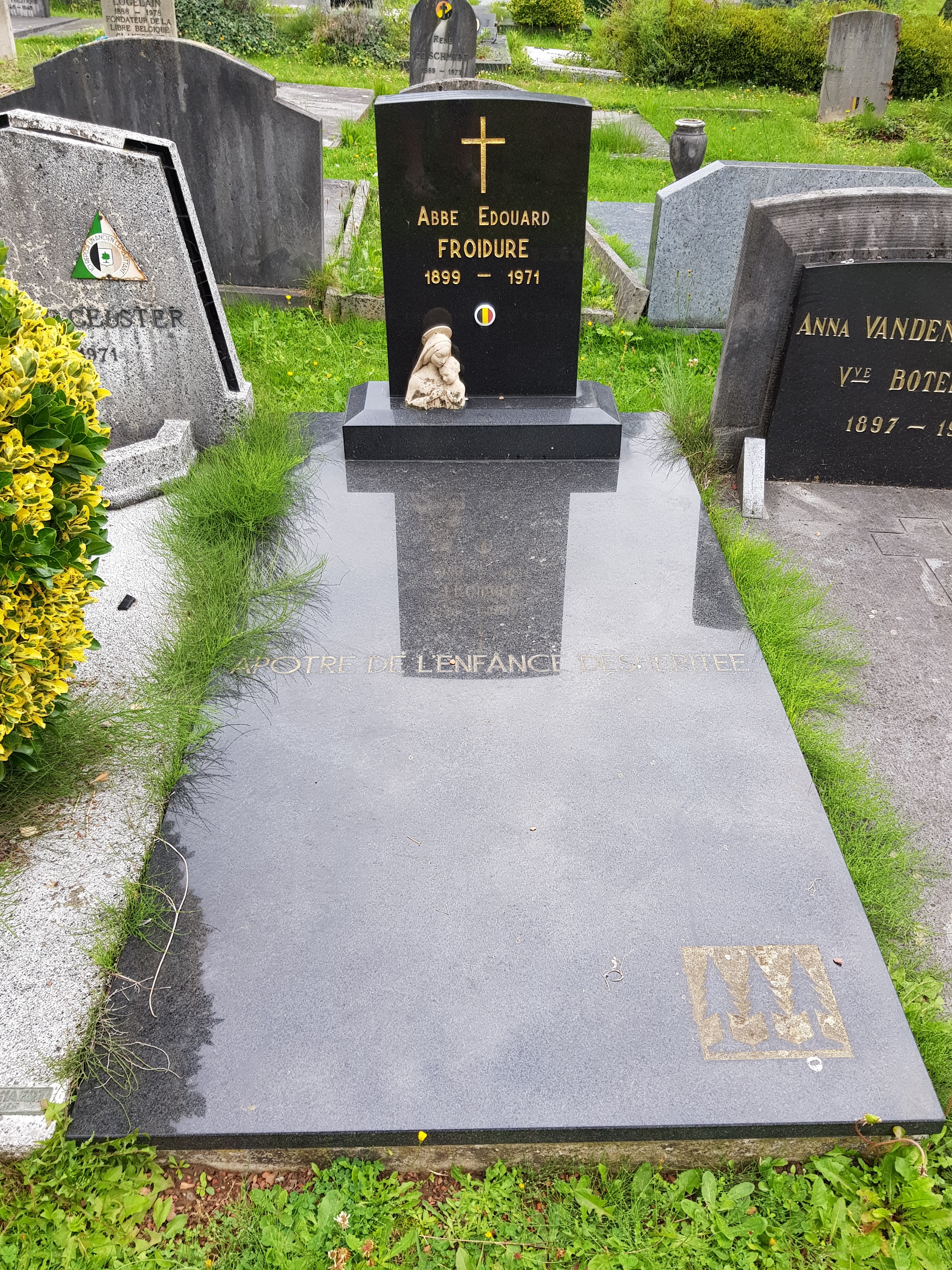

Inhumé sur la pelouse d'honneur au cimetière d'Ixelles

## Publications
- Le Calvaire des malades au bagne d'Esterwegen, Liège, Pax - Bruxelles, Éditions des Stations, 1945.
- Toi qui commences à aimer, Bruxelles, Stations de plein air, 1947.
- Les Sanctions en éducation : Récompenses et châtiments, Bruxelles, Stations de plein air, 1948.
- La Perle du bagne : Suzanne Van Durme[2], Bruxelles, Stations de plein air, 1950.
- Parias 57 : Les Infra-salariés. Les Taudis. Les Enfants moralement abandonnés…, Bruxelles, Stations de plein air, 1957.
- L'Éducation aux valeurs, Bruxelles, Stations de plein air, 1961.

## Honneurs
- Croix de guerre avec palme,
- Médaille de la résistance

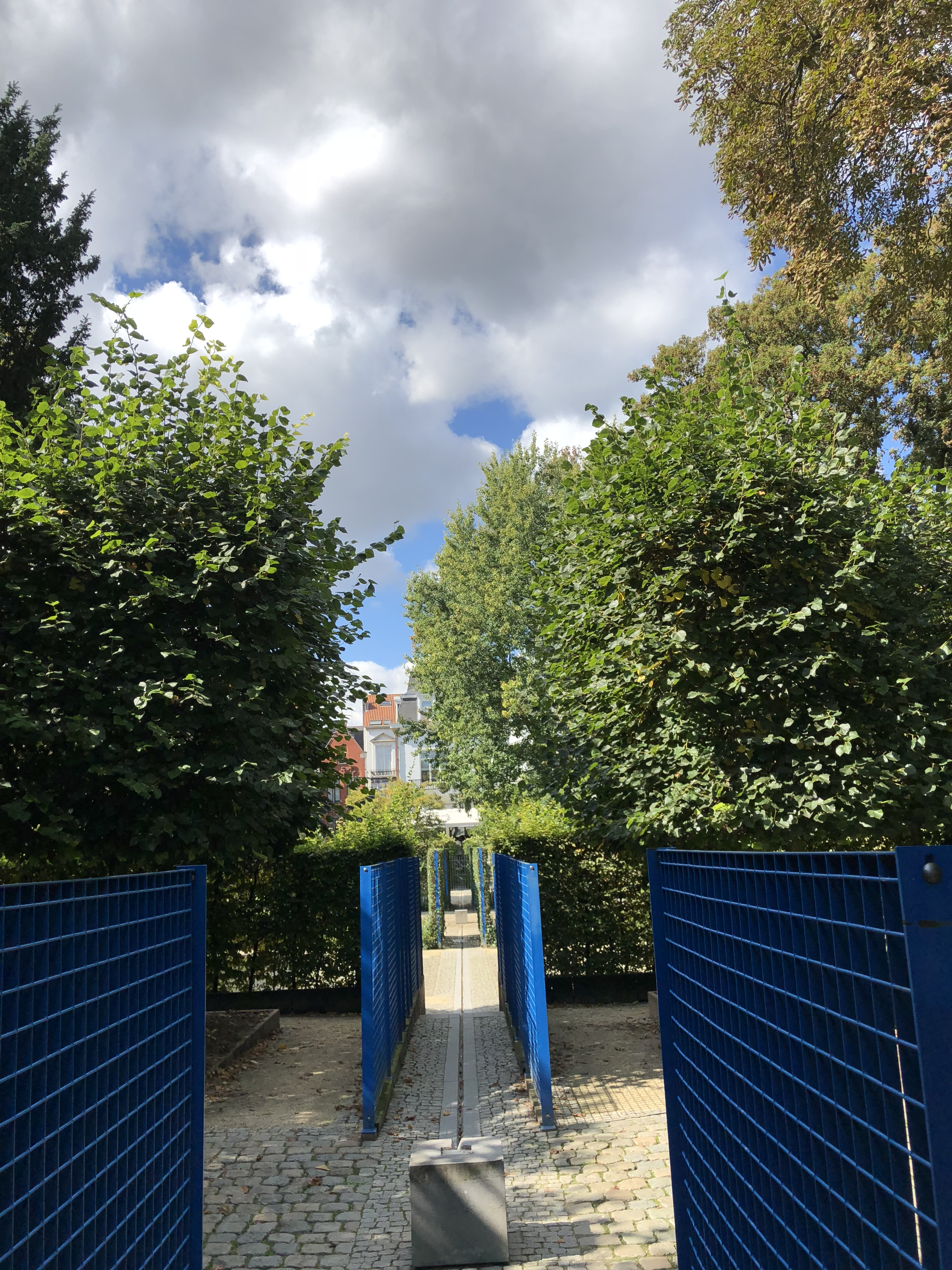
Entrée du parc Abbé Froidure

- Chevalier de l'ordre de Léopold II avec palme
- Chevalier de l'ordre de Léopold
- Chevalier de l'ordre de la Couronne
- Médaille commémorative de la guerre
- Chargé de cours émérite à l'Université de Louvain
- La commune d'Uccle (Bruxelles) a donné son nom à une voirie abouchant sur la rue Egide van Ophem
- La commune d'Ixelles (Bruxelles) a donné son nom au Parc Abbé Froidure
- On mentionne parfois qu'il aurait été reconnu Juste parmi les nations mais ce n'est pas le cas[3].